# Kloster Braie
Das Kloster Braie ist ein ehemaliges Zisterzienserinnenkloster, dessen Gründung im Jahr 1630 durch den Erzbischof von Sens erfolgte, und das in der Gemeinde Bray-sur-Seine lag. Im Jahr 1760 erfolgte der Zusammenschluss mit dem Kloster La Joie bei Nemours.